# Gigathlon
Der Gigathlon ist eine mehrtägige Ausdauer-Sportveranstaltung, die von 1998 bis 2019 und nochmals 2022 in der Schweiz stattfand und seit 2016 in Tschechien ausgetragen wird, dort seit 2022 unter dem Namen GIGACZECH.

## Organisation
Beim aus fünf Disziplinen bestehenden Gigathlon müssen über mehrere Tage tägliche Distanzen von im Mittel 4 km Schwimmen, 100 km Rennrad, 50 km Mountainbike, 25 km Inlineskaten und 20 km Laufen zurückgelegt werden. Es gehen hier Einzelstarter (Single Man und Single Woman), Paare (Couple) oder fünfköpfige Mannschaften (Team of Five) an den Start. Der erste Gigathlon wurde 1998 in der Schweiz ausgetragen. Die Dauer variiert zwischen zwei und sieben Tagen.
Die invents.ch AG in Zürich besitzt die Lizenzrechte und war 1998 und 2000 Veranstalter des Gigathlon Switzerland und ist dies wieder seit 2015. Von 2002 bis 2013 wurde der Anlass vom Schweizerischen Olympischen Verband «Swiss Olympic» organisiert und trug in dieser Zeit den Namen «Swiss Olympic Gigathlon».
Seit 2016 veranstaltet die Eventime S.R.O. den Gigathlon Czech Republic, nördlich von Prag in Tschechien. Für den November 2018 war ein Gigathlon in Cozumel in Mexiko geplant.

## Austragungen Gigathlon Switzerland
Überblick der Veranstaltungen:

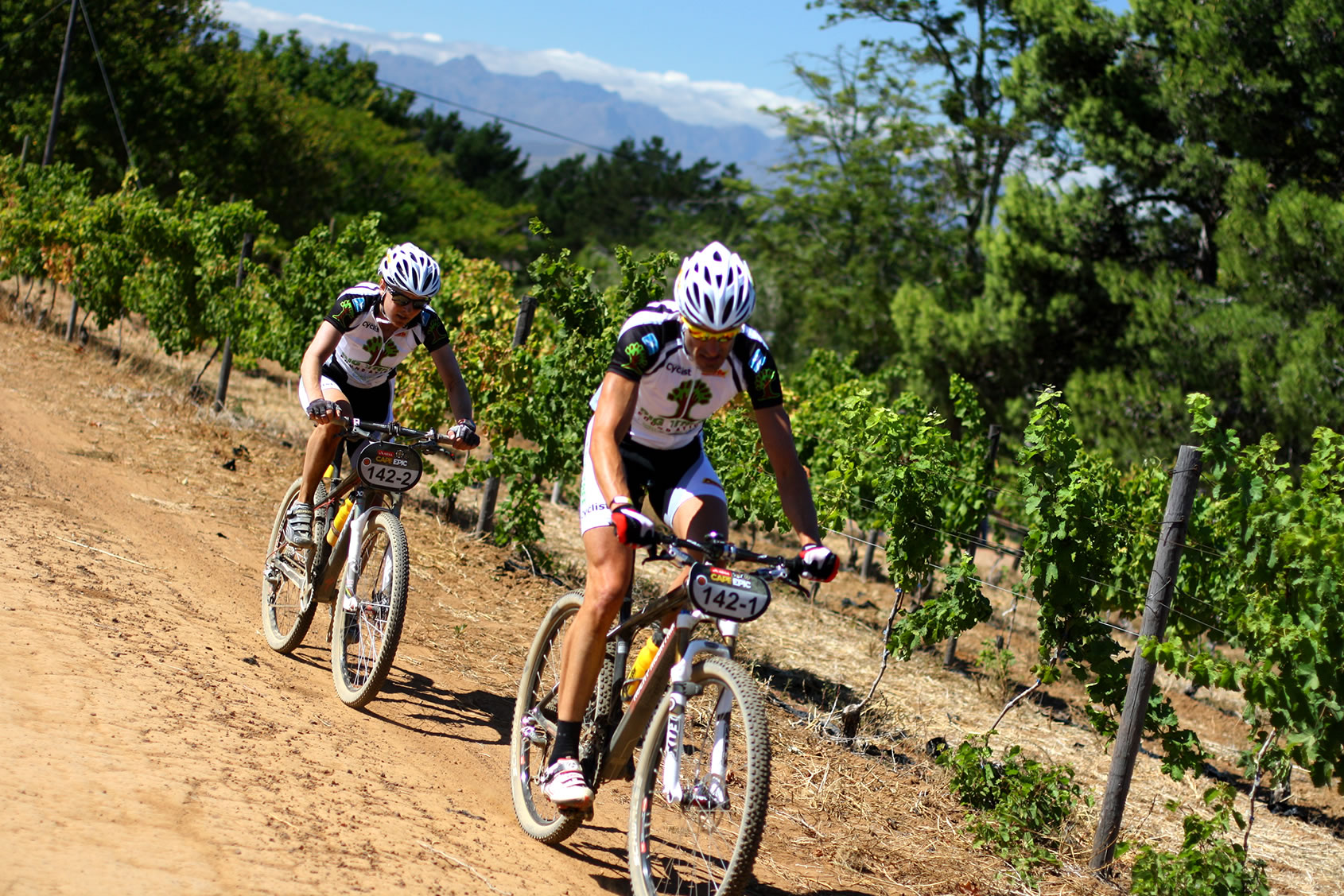
Andrea Huser (hinten), die Siegerin 2012 und Zweitplatzierte 2013

- 1998 «Der ultimative Gigathlon» 1 Tag Bergell–Zürich
- 2000 «Das ultrasportive Ausdauer-Abenteuer» 1 Tag Bergell-Zürich
- 2002 «The great Challenge around Switzerland» 7 Tage, Von Yverdon nach Biel, 1477 km / 20'971 Hm
- 2004 «new experience – same spirit» 2 Tage Bergell–Zürich
- 2005 «enjoy your limits» 2 Tage Locarno–Basel
- 2006 «24 h – l’aventure continue!» 1 Tag Genf–Bern
- 2007 «energize your life» 7 Tage, von Basel nach Bern, 1432 km / 26'690 Hm
- 2009 «timeless moments» 3 Tage Zentralort St. Gallen
- 2010 «catch the sun» 2 Tage Zentralort Thun
- 2011 «on the rocks» 2 Tage Zentralort Turtmann
- 2012 «closer to you» 2 Tage Zentralort Olten
- 2013 «Von Ost nach West» 6 Tage, Chur, Zürichsee, Innerschweiz, Bern, Jura, Genfersee, Lausanne
- 2014 war geplant im Dreiländereck Niederlande, Belgien und Deutschland, hat nicht stattgefunden
- 2015 «Discover History», 3 Tage, Aargau
- 2016 «just massive» 2 Tage, Tessin und Uri, Zentralort Erstfeld
- 2017 «The Reformotion» 2 Tage, Zürich
- 2018 «Unleash the Animal!» 3 Tage, Arosa und Davos
- 2019 «Key Moments» 3 Tage, Ob- und Nidwalden
- 2022 «One more time» 2 Tage, Zürich–Bergell

Im Jahr 2000 wurde den Startern aufgrund der Witterungsverhältnisse freigestellt, ob sie am Rennen mit oder ohne die Schwimmdistanz teilnehmen und daher gab es in diesem Jahr zwei Sieger.
2002, im Jahr der Schweizer Landesausstellung Expo.02, fand der erste siebentägige Gigathlon statt.
2005 führte der Gigathlon Switzerland mit Start in Tenero am «alpine saturday» und am «jurassic sunday» vom Tessin quer durch die Schweiz nach Basel. Etappenort war Luzern.
2007 erstreckte sich der Gigathlon nach dem Expo-Jahr 2002 zum zweiten Mal über eine Woche.
Der Gigathlon 2011 führte die 5300 Starter über 340 Kilometern und über 11'000 Höhenmeter über den Gornergrat (3089 m ü. M.) durch das Wallis. Die Sieger hiessen Nina Brenn und Samuel Hürzeler. Die Zürcherin triumphierte zum vierten Mal in Serie und für Hürzeler war dies der erste Sieg.
2012 ging das Rennen über 12 km Schwimmen, 198 km Rennradfahren, 106 km Mountainbike, 92 km Inlineskating und 52 km Laufen.
Vom 28. bis 30. Juni 2019 fand der Gigathlon in Obwalden und Nidwalden mit dem Zentralort Sarnen statt. Es gab insgesamt rund 2100 Teilnehmer in den Kategorien Single Man/Woman (Einzelstarter), Couple (Paar) und Team of Five (5er-Team). An Disziplinen waren zu bewältigen: SwimRun (Kombination aus Schwimmen und Laufen), Schwimmen, Velo, Bike, Trailrun und Inline bzw. Laufen.
Nachdem der Wettkampf wegen Corona zweimal ausgefallen war, fand 2022 eine letzte Durchführung statt, zurück zu den Ursprüngen, indem die Strecke des allerersten Gigathlon in umgekehrter Richtung zurückgelegt wurde: Von Zürich ins Bergell.

## Ergebnisse

### Gigathlon Switzerland
Die Schweizerin Nina Brenn gewann das Rennen in der Schweiz 2018 zum achten Mal.
Ergebnisse der Einzelstarter:
| Datum/Jahr     | Sieger Single Man    | Zweiter Platz     | Dritter Platz       |
| -------------- | -------------------- | ----------------- | ------------------- |
| 2022           | Benjamin Ueltschi    | Mathias Nüesch    | Stefan Graf         |
| 2019           | Peter Gerber         | Thomas Rusch      | Michael Achermann   |
| 2018           | Stefan Graf          | Peter Gerber      | Mathias Nüesch      |
| 2017           | Gabriel Lombriser    | Sami Götz         | Stefan Rey          |
| 2016           | Ramon Krebs -2-      | Thomas Rusch      | Michael Achermann   |
| 2015           | Ramon Krebs          | Michael Achermann | Gabriel Lombriser   |
| 2013           | Roger Fischlin -4-   | Oliver Imfeld     | Lukas Oehen         |
| 2012           | Samuel Hürzeler -2-  | Gabriel Lombriser | Marc-Yvan de Kaenel |
| 2011           | Samuel Hürzeler      | Xavier Sigrist    | Oliver Imfeld       |
| 2010           | Marc Pschebizin      | Roger Fischlin    | Samuel Hürzeler     |
| 2009           | Roger Fischlin -3-   | Markus Alpiger    | Marcel Knaus        |
| 2007           | Roger Fischlin -2-   | Dominik Spycher   | Thomas Strebel      |
| 2006           | Roger Fischlin       | Bernhard Hug      | Stefan Gisler       |
| 2005           | Martin Soliva        | Konrad von Allmen | Bernhard Hug        |
| 2004           | Bennie Lindberg      | Stefan Gisler     | Simon Girardi       |
| 2002           | Urban Schumacher -2- | Bennie Lindberg   | Jürg Schaffer       |
| 2000 (swim)    | Urban Schumacher     | Thomas Giger      | Reto Rüesch         |
| 2000 (no swim) | Reiner Caspari       | Stefan Kläusler   | Marco Wieser        |
| 1998           | Rod Raymond          | Stefan Kläusler   | Urban Schumacher    |

| Jahr           | Siegerin Single Woman   | Zweiter Platz             | Dritter Platz         |
| -------------- | ----------------------- | ------------------------- | --------------------- |
| 2022           | Rahel Beer              | Daniela Schwarz           | Katharina Hartmuth    |
| 2019           | Daniela Schwarz         | Anita Lehmann             | Anita Wiesli          |
| 2018           | Nina Brenn -8-          | Daniela Schwarz           | Eva Hürlimann         |
| 2017           | Nina Brenn -7-          | Eva Hürlimann             | Diana Müller-Schramek |
| 2016           | Eva Hürlimann           | Sybille Burch             | Cornelia Käser        |
| 2015           | Nina Brenn -6-          | Barbara Schwarz           | Léa Thüring           |
| 2013           | Nina Brenn -5-          | Andrea Huser              | Barbara Schwarz       |
| 2012           | Andrea Huser            | Barbara Schwarz           | Anita Lehmann         |
| 2011           | Nina Brenn -4-          | Andrea Huser              | Sonja Gerster         |
| 2010           | Nina Brenn -3-          | Barbara Bracher           | Susanne Gries         |
| 2009           | Nina Brenn -2-          | Ariane Gutknecht          | Andrea Huser          |
| 2007           | Nina Brenn              | Karin Bühler-Grünenfelder | Silvia Pleuler-Frey   |
| 2006           | Trix Zgraggen -2-       | Silvia Pleuler-Frey       | Annette von Mandach   |
| 2005           | Ariane Gutknecht        | Nina Nüssli               | Trix Zgraggen         |
| 2004           | Trix Zgraggen           | Iris Schönenberger        | Nina Nüssli           |
| 2002           | Silvia Pleuler-Frey -2- | Karin Hiss                | Brigitte Röllin       |
| 2000 (swim)    | Silvia Pleuler          |                           |                       |
| 2000 (no swim) | Karin Hiss              |                           |                       |
| 1998           | Brigitte Röllin         | Tanja Müller              | –                     |

### Gigathlon Czech Republic / Gigaczech
Ergebnisse der Einzelstarter in Tschechien:
| Datum/Jahr | Sieger Single Man | Zweiter Platz | Dritter Platz    |
| ---------- | ----------------- | ------------- | ---------------- |
| Sep. 2018  | Pavel Mužíček     | Martin Gabla  | Jan Strangmuller |
| Sep. 2017  | Ramon Krebs -2-   | Pavel Mužíček | Benji Beglinger  |
| Sep. 2016  | Ramon Krebs       | Ondřej Teplý  | Pavel Mužíček    |

| Jahr | Siegerin Single Woman | Zweiter Platz   | Dritter Platz     |
| ---- | --------------------- | --------------- | ----------------- |
| 2018 | Anja Sturm            | Claudia Meili   | Jeanine Forster   |
| 2017 | Eva Hürlimann         | Anja Sturm      | Barbora Soukupova |
| 2016 | Tina Vliegen          | Constanze Recke | Barbora Soukupova |